# Чемпионат мира по самбо 1988
XII Чемпионат мира по самбо 1988 года прошёл в городе Монреаль (Канада) 1-5 декабря. В соревнованиях приняли участие спортсмены 11 стран: СССР, Монголии, Франции, США, Италии, Великобритании, Японии, Болгария, Испании, Израиля, Канады.

## Медалисты
| Весовая категория | Золото                  | Серебро                        | Бронза                     |
| ----------------- | ----------------------- | ------------------------------ | -------------------------- |
| до 48 кг          | Джейхун Мамедов · СССР  | Димитар Димитров · НРБ         | Цогтгерел Очирбат · МНР    |
| до 52 кг          | Гурген Тутхалян · СССР  | Д. Баярад · МНР                | Тасеока Такеучи · Япония   |
| до 57 кг          | Антон Новиков · СССР    | Николай Гушмаков · НРБ         | Халтмаагийн Баттулга · МНР |
| до 62 кг          | Гагик Казарян · СССР    | Бёрк Клинтон · США             |                            |
| до 68 кг          | Евгений Есин · СССР     | Иван Нетов · НРБ               | Пэт Салливан · Канада      |
| до 74 кг          | Василий Швая · СССР     | Б. Николов · НРБ               |                            |
| до 82 кг          | Гусейн Хайбулаев · СССР | Дидье Дуру · Франция           |                            |
| до 90 кг          | Тагир Абдулаев · СССР   | Рон Трипп · США                |                            |
| до 100 кг         | Владимир Гурин · СССР   | Джорджо Ди Алессандро · Италия |                            |
| свыше 100 кг      | Владимир Шкалов · СССР  | Марк Бергер · Канада           | Минчо Петков · НРБ         |